# 大阪市立港中学校
大阪市立港中学校（おおさかしりつ みなと ちゅうがっこう）は、大阪府大阪市港区池島にある公立中学校。

## 沿革
港区は大阪大空襲で甚大な被害を受け、終戦直後には地域人口が戦前比で9割以上減少していた。戦後の学制改革で新制中学校が設置されることになったが、港区内には大阪市立市岡中学校1校のみが設置され、区全域を校区としていた。
一方で戦災からの復興に伴い、地域の人口も回復傾向となった。それに伴い市岡中学校の生徒数も増加して学校が過密化するようになった。過密化解消のため、1953年に港区入舟町1丁目8-3（現在地・当時の住所表示）に入舟分校を設置した。これが現在の港中学校の母体となっている。
入舟分校は1年生の生徒を収容する学年分校として運営された。
翌1954年には、港区で2番目の中学校・大阪市立港中学校として独立校となった。開校当初は従来の市岡中学校の校区を分離する形で、三先・田中・八幡屋・築港の4小学校の校区を港中学校校区とした。
さらに生徒数が増加し、1961年には市岡・港の両中学校の校区を再編し、大阪市立港南中学校が開校することになった。これに伴い従来の港中学校校区から、三先・田中の2小学校校区を港南中学校校区に変更している。港中学校の校区は八幡屋・築港および港晴の3小学校の校区となった。
さらに1970年代には生徒数が増加して過密化したため、従来の校区から築港・港晴の2小学校校区を分離する形で、1978年に大阪市立築港中学校を分離開校させている。これに伴い港小学校の校区は、現在の八幡屋・池島の2小学校校区となった。

### 年表
- 1953年4月16日 - 大阪市立市岡中学校入舟分校を設置。
- 1954年4月1日 - 大阪市立港中学校として独立開校。
- 1961年9月16日 - 第二室戸台風で校舎浸水の被害を受ける。
- 1961年4月1日 - 大阪市立港南中学校の開校に伴い校区を変更。
- 1963年3月19日 - 火災により講堂を焼失。
- 1964年5月7日 - 養護学級を設置。
- 1978年4月1日 - 大阪市立築港中学校を分離開校。
- 1997年1月 - 新校舎が竣工。

## 通学区域
- 大阪市立八幡屋小学校と大阪市立池島小学校の通学区域。

大阪市港区 八幡屋1丁目-4丁目、池島1丁目-3丁目。

## 出身者
- 野茂英雄 - 元プロ野球選手[3]
- 坂田利夫 - お笑い芸人

## 著名な教職員・関係者
- 梅田隆司 - 音楽指導者

## 交通
- Osaka Metro中央線 朝潮橋駅 南西へ約400m。